# The Oregon Trail
The Oregon Trail – amerykańska gra komputerowa zaprojektowana do celów edukacyjnych w 1971 roku przez Dona Rawitscha, Billla Heinemanna i Paula Dillenbergera. The Oregon Trail jest efektem projektu zainicjowanego w Minneapolis, którego celem było ukazanie trudów życia amerykańskich pionierów na Wielkich Równinach w XIX wieku. Gracz, przewodząc jednej z takich grup pionierów, zmuszony jest do podejmowania wyborów mających wpływ na ich zdolności przetrwania.
14 listopada 2022 roku na konsole Nintendo Switch wydano remake owej gry.
Pierwsza wersja gry pojawiła się na uniwersyteckich komputerach, jednakże dopiero w 1981 roku ukazała się wersja The Oregon Trail przystosowana do działania na komputerach Apple II, zawierająca oprawę graficzną i udźwiękowienie. Ta edycja gry jest uznawana za kanoniczną i najczęściej przytaczana przez graczy mających wspomnienia z jej obsługi. The Oregon Trail pojawiła się także w wersji na rozmaite inne platformy, w tym Windows i Macintosha. Łączna sprzedaż wynosząca do lipca 2013 roku 65 milionów egzemplarzy i powszechna znajomość dzieła tercetu Rawitsch–Heinemann–Dillenberger wśród odbiorców ze szkół amerykańskich czynią je jedną z ikon kultury gier komputerowych.